# Cartago (kanton)
Cartago is een stad (ciudad) en gemeente (cantón) van de gelijknamige provincie Cartago in Costa Rica. De gemeente beslaat een oppervlakte van ongeveer 288 km² en een bevolking van 159.000 inwoners. Vanuit de lucht ziet het kanton Cartago er uit als een hoofdletter T.
De gemeente werd gevormd op 7 december 1848 en is ingedeeld in 11 deelgemeenten (distrito): Oriental en Occidental, met de eigenlijke stad Cartago en verder Aguacaliente (ook: San Francisco), Carmen, Corralillo, Dulce Nombre, Guadalupe (ook: Arenilla), Llano Grande, Quebradilla, San Nicolás en Tierra Blanca.